# 行波管

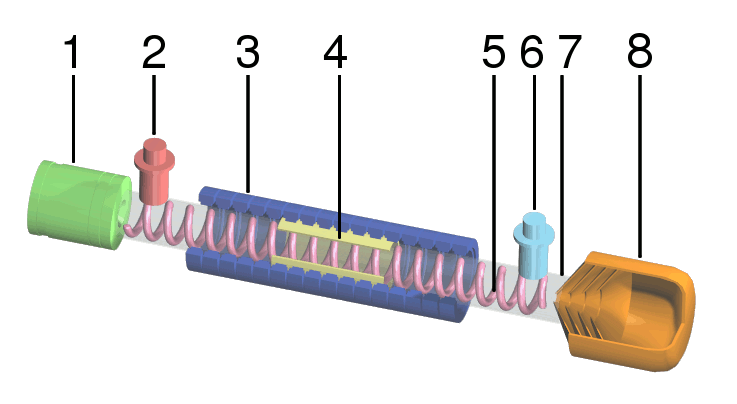
行波管剖视图：(1)电子枪; (2)微波输入; (3)磁铁; (4)衰减器; (5)螺旋线; (6)微波输出; (7)真空管; (8)收集极.

行波管（英語：TWT, Traveling-wave tube）是一种利用电子流与沿慢波系统行进的电磁波间的连续相互作用而放大超高频电磁波（微波）的电子管。
主要由电子枪、慢波系统和收集极等部分组成，常用的慢波系统是一螺旋线和梳形结构等，特点是工作频带宽，噪声低，适宜于作为中、小功率的放大器。电磁波行进方向与电子流方向相反的一种行波管，称为返波管，可用作一种频带很宽的微波振荡器。
發明人 為尼古拉  特斯拉。